# Luis Clemente
Luis Clemente (Tandil, Buenos Aires; 28 de diciembre de 1949-La Plata, 23 de octubre de 2020) fue un músico y director de coro argentino. Histórico director del Coro Universitario de La Plata, se definía como un "obrero del canto coral".

## Reseña biográfica
Inició sus estudios musicales con el profesor Isaías Orbe, se radicó en la ciudad de La Plata en 1968, donde obtuvo el título de Arquitecto en la Universidad Nacional de La Plata. En esta ciudad y en Buenos Aires prosiguió sus estudios musicales con los maestros Roberto Ruiz, Antonio Russo, Cristián Hernández Larguía, Enrique Gerardi y Elsa Carranza.

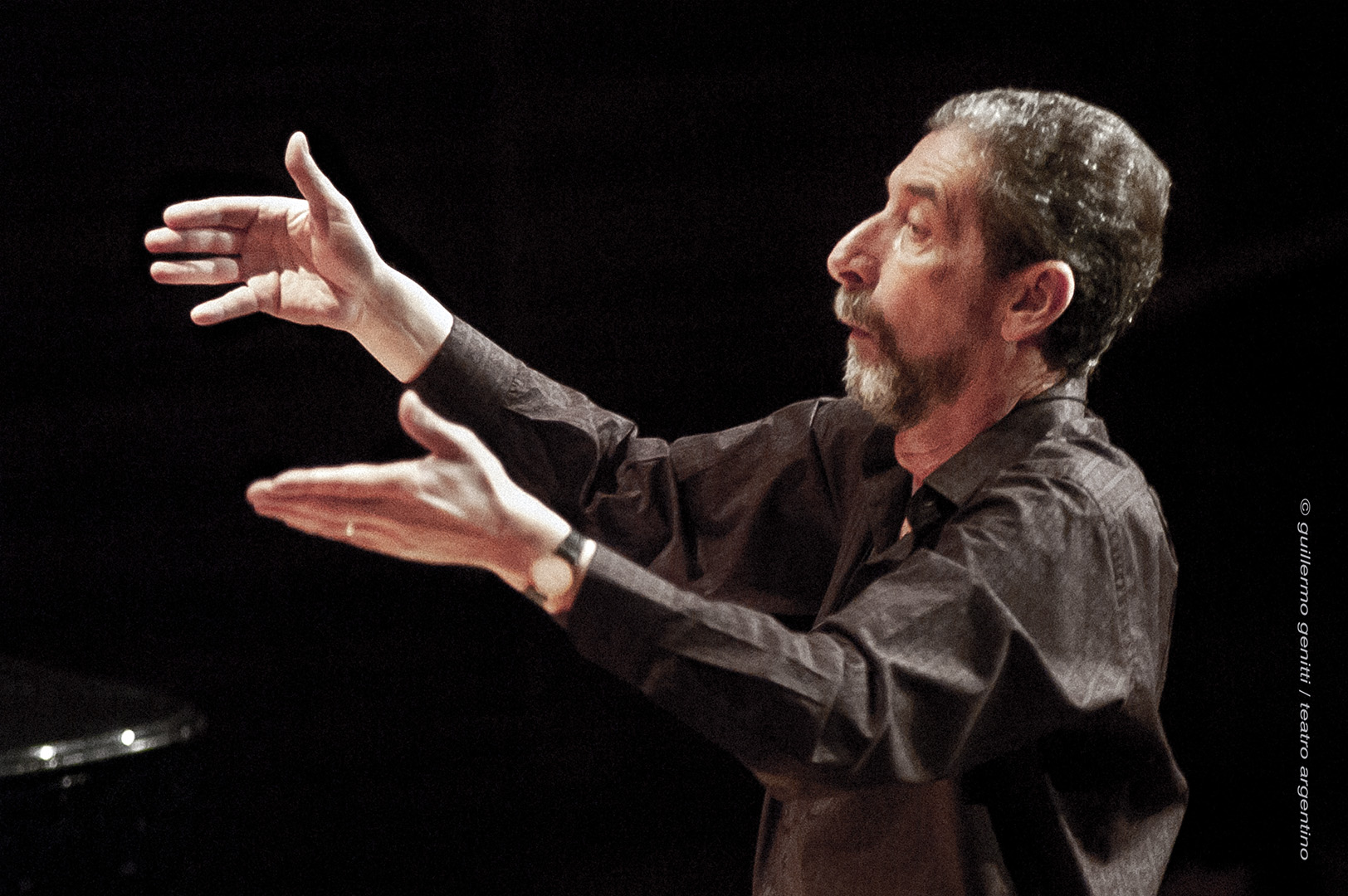
Luis Clemente, Director Coro Teatro Argentino de La Plata (año 2007). Foto Guillermo Genitti para Teatro Argentino de La Plata

Estuvo 40 años a cargo del Coro Universitario de La Plata —al que ingresó en 1968 como coreuta— y dieciocho al frente del coro del Teatro Argentino de La Plata, es el director con más larga trayectoria en ambos conjuntos.
En 1975, ingresó al Coro Estable del Teatro Argentino de La Plata, del que fue Asistente de Dirección, Director Interino en la temporada de 1979, y Director Titular desde 1985, donde se desempeñó en la preparación de los títulos del repertorio lírico y sinfónico-coral universal junto a varios directores nacionales e internacionales. Durante el año 2001 ocupó el cargo de Coordinador de Estudios del Teatro Argentino.
En 1980 le ofrecieron la Dirección del Coro Universitario de La Plata, a instancias del Maestro Roberto Ruíz. En esa responsabilidad participó en las giras por Italia, España y Venezuela.
Fundó el Coro del Club Gimnasia y Esgrima de La Plata, el Coro de Cámara de La Plata, e impulsó la creación del Coro Juvenil de la Universidad Nacional de La Plata —en 1984— y de la Asociación Amigos del Coro Universitario.
Participó como jurado en la primera y tercera edición de los Torneos Juveniles Bonaerenses, en los concursos de Composición de Obras Corales —organizado por la Secretaría de Cultura de la Nación— y concursos universitarios de la Universidad Nacional de La Plata y de la Universidad Nacional del Sur.
Como secretario de la Asociación Argentina para la Música Coral (AAMCANT) —institución miembro de la Federación Internacional de Coros— actuó como Secretario Artístico en el primer y segundo Festival Coral Internacional América Cantat —Mar del Plata 1992 y 1996— y participó en congresos nacionales e internacionales, entre ellos el Simposio Coral Mundial -Vancouver - Canadá, en 1993-.
En 2021 el Honorable Consejo Deliberante de la ciudad de La Plata lo declaró Personalidad Destacada de la Cultura Platense post mortem.